# Certain Women
Certain Women (englisch für Gewisse Frauen) ist ein US-amerikanischer Film aus dem Jahr 2016. Regie führte Kelly Reichardt, die auch das Drehbuch verfasste und als Filmeditorin fungierte. Er basiert auf drei Kurzgeschichten der amerikanischen Schriftstellerin Maile Meloy. Das Filmdrama besteht dementsprechend aus drei etwa halbstündigen Segmenten über eine Anwältin, eine Hausbauerin und eine Ranch-Arbeiterin, die bis auf den Handlungsort Montana und eine Affäre zwischen zwei Hauptfiguren der ersten und zweiten Episode nicht miteinander zusammenhängen.
Der Episodenfilm feierte seine Premiere am 24. Januar 2016 auf dem Sundance Film Festival 2016 und kam am 14. Oktober in die US-amerikanischen Kinos. Er wurde vorher zudem unter anderem auf dem Toronto International Film Festival 2016 und dem New York Film Festival aufgeführt. Vor der Premiere erwarb das zu Sony Pictures Entertainment gehörende Unternehmen Sony Pictures Worldwide Acquisitions die internationalen Ausstrahlungsrechte, nach der Premiere erhielt die zu AMC Networks gehörende Firma IFC Films die US-amerikanischen Ausstrahlungsrechte. In Deutschland war die Produktion am 2. März 2017 erstmals im Kino zu sehen.

## Handlung

### Laura Wells
In der kleinen Stadt Livingston in Montana betreut die Anwältin Laura Wells seit acht Monaten eher widerwillig ihren Klienten William Fuller. Dieser ist verärgert, da er bei einem Arbeitsunfall verletzt wurde und nun körperlich behindert ist, weswegen er seinen geliebten Beruf nicht mehr ausüben kann. Fuller sucht Laura immer wieder auf; bei einem erneuten Treffen hat Laura genug von ihm und bringt ihn zu einem Kollegen. Von diesem bekommt er dasselbe wie von Laura zu hören: Obwohl sein Arbeitgeber zweifelsohne schuld an dem Unfall war, hat Fuller keinerlei Möglichkeit mehr, diesen auf Schadensersatz zu verklagen, da er bereits der ersten kleinen Vergleichs-Summe zugestimmt hat. Dies akzeptiert er ohne Widerspruch. Als Fuller nach Hause fahren will, gerät er in Streit mit seiner Ehefrau, die ihn aus dem Wagen wirft. Er steigt daraufhin in Lauras Wagen. Während der Fahrt äußert er ihr gegenüber, dass er seine ehemaligen Vorgesetzten erschießen möchte.
In derselben Nacht wird Laura von der Polizei angerufen: Fuller hat an seiner ehemaligen Arbeitsstelle einen Wachmann als Geisel genommen. Nachdem sie von den Beamten unter anderem mit einer schusssicheren Weste vorbereitet wird, betritt Laura das Gebäude. Als sie Fuller findet, fordert der sie auf, seine Personalakte zu suchen, in der sich die Korrespondenz über den Unfall befindet. Laura liest sie, wobei ihr auffällt, dass Fuller tatsächlich um seine rechtmäßige, viel höhere Vergleichs-Summe betrogen wurde. Fuller lässt den Wachmann gehen und macht Laura einen Vorschlag: Sie soll zum Eingang gehen und so tun, als würde sie von ihm mit der Waffe bedroht. Dabei soll sie seine Forderungen an die Polizei weitergeben, während er durch einen Hinterausgang flieht. Laura informiert stattdessen die Polizei, die ihn verhaftet.
Einige Zeit später besucht Laura Fuller im Gefängnis. Er sagt, für ihr Handeln von damals Verständnis zu haben. Dafür bittet er sie, endlich seine Briefe zu beantworten, da er unter der Einsamkeit der Haft leidet, was Laura verspricht.

### Gina Lewis
Gina Lewis ist mit Ryan verheiratet, die beiden haben eine Tochter namens Guthrie im Teenager-Alter. Gina möchte, dass sie auf einem ihnen gehörenden Grundstück außerhalb der Stadt, wo sie immer zelten, ein Wochenend-Haus bauen und auch das Fundament selbst legen. Allerdings ist ihr Verhältnis zur Zeit angespannt, da Gina der Meinung ist, dass Ryan bei Streitigkeiten mit ihrer pubertierenden Tochter immer auf deren und nie auf ihrer Seite steht, weswegen sie von seinem Verhalten zusehends genervt ist. Zudem hat er eine Affäre mit Laura aus der ersten Geschichte. Als sie eines Tages von ihrem Grundstück zurückfahren, machen sie Halt bei dem alten Albert, den sie flüchtig kennen, weil Gina ihm die alten, historischen Sandsteine abkaufen möchte, die unbenutzt auf seinem Grundstück liegen. Während ihres Gesprächs schweift Albert fortwährend ab und scheint nur am Gespräch mit Ryan interessiert zu sein, der sich wenig für Ginas Anliegen engagiert. Schließlich erklärt Albert, dass er ihnen die Sandsteine vermutlich verkaufen wird. Auf der Rückfahrt ist Gina verärgert, dass ihr Mann sie so wenig unterstützt hat.
Etwas später fahren Gina und Ryan mit einem Truck zu Alberts Grundstück und laden mit Hilfe von Freunden die Sandsteine auf. Als Gina bemerkt, dass Albert am Fenster steht, winkt sie ihm zu, was dieser aber nicht erwidert. Auf ihrem Wochenend-Grundstück veranstaltet Gina nach einiger Zeit für ihre Freunde ein Barbecue, wofür ihr Ehemann ihr Anerkennung zollt. Sie betrachtet die Sandsteine und lächelt.

### Jamie
Die junge Jamie arbeitet als Hilfskraft auf einer Ranch. Sie lebt jeden Winter in fast vollständiger Isolation, da sie sich auf der Farm außerhalb von Belfry allein um die Pferde kümmert. Als sie eines Tages in die Stadt fährt, sieht sie, wie mehrere Autos auf den Parkplatz einer örtlichen Schule fahren, und fährt ihnen spontan hinterher. Als sie den anderen in einen Klassenraum folgt, landet sie in einem Schulrechts-Kurs, der von der etwa gleichaltrigen Anwältin Beth Travis geleitet wird. Nach dem Kurs gehen Jamie und Beth gemeinsam in ein Diner und wo Beth zu Abend isst. Beth erzählt, dass sie in Livingston wohnt, was vier Autostunden entfernt ist. Die insgesamt achtstündige Fahrt muss sie zweimal in der Woche auf sich nehmen, obwohl es sie neben ihrer Arbeit in einer Anwaltskanzlei sehr anstrengt. Sie hatte den Job aber kurz nach Ende ihres Jurastudiums angenommen, weil sie befürchtete, keine Stelle zu finden.
Obwohl Jamie keinerlei Interesse an Jura zeigt, geht sie fortan jede Woche in Beths Kurs, um sie zu sehen und anschließend mit ihr essen zu gehen. Eines Tages reitet sie mit einem der Pferde in die Schule, so dass sie und Beth danach beide auf dem Pferd sitzend zum Diner gelangen. In der darauffolgenden Woche ist Jamie fassungslos, da Beth den Kurs aufgegeben hat, der nun dauerhaft von einem anderen Lehrer geleitet wird. Sie verlässt den Klassenraum sofort und fährt direkt nach Livingston. Sie verbringt die Nacht im Auto und klappert am Morgen auf der Suche nach Beth jede Anwaltskanzlei ab, die sie finden kann. Währenddessen hat sie auch immerzu Erinnerungen an den Tag, an dem sie erstmals in die Stadt fuhr. Als Jamie Beths Kanzlei findet, trifft sie sie auf dem Parkplatz. Jamie sagt ihr, in die Stadt gefahren zu sein, da sie befürchtete, sie sonst nie wieder zu sehen. Weil Beth nicht antwortet, geht Jamie wortlos zu ihrem Wagen. Auf ihrem Heimweg schläft sie am Steuer ein und landet mit dem Auto auf einem Feld. Sie arbeitet weiterhin auf der Ranch, fühlt sich nun allerdings noch einsamer und trauriger als zuvor.

## Produktion
Kelly Reichardt hatte die meisten ihrer Spielfilm-Produktionen in Oregon gedreht und wollte für ihren neuen Film zur Abwechslung einen neuen Schauplatz verwenden. Sie entschied sich dazu, drei Kurzgeschichten der Schriftstellerin Maile Meloy in einem Film zu verarbeiten. Da diese in Montana spielen, suchte Reichardt per eigenem Location scouting in dem Bundesstaat nach geeigneten Drehorten. Sie erwog zunächst Meloys Heimatstadt Helena, entschied sich aber schließlich für Livingston, da das Aussehen der Stadt ihrer Ansicht nach besser zum Handlungsgeschehen passte. Todd Haynes fungierte als Executive Producer, Neil Kopp, Vincent Savino und Anish Savjani als Produzenten. Die Darsteller, unter anderem Michelle Williams, mit der Reichardt bereits die Filme Wendy and Lucy und Auf dem Weg nach Oregon gedreht hatte, wurden 2015 in ihren Rollen besetzt.
Laut Haynes würden die Kamerabewegungen die Isolation und Einsamkeit der Protagonistinnen unterstreichen, obwohl es in den Segmenten eigentlich um Beziehungen geht. Reichardt würde dies visuell auch durch Türrahmen, Fenster, Spiegel und architektonische Strukturen erreichen, durch die sie ihre Figuren in jedem Einzelbild fragmentiere. Reichardt benutzte für ihre Produktion keine künstlichen, sondern nur natürliche Geräusche wie beispielsweise Wind oder Zugpfeifen. Auch ist in lediglich einer Szene Filmmusik zu hören.

## Rezeption
In der Internet Movie Database erreichte der Film eine Bewertung von 6,3 von zehn Sternen basierend auf 11.116 abgegebenen Stimmen. Auf Rotten Tomatoes beträgt der Kritiker-Wert 91 Prozent basierend auf 185 Kritiken, die Zuschauer-Bewertung 50 Prozent basierend auf 5439 abgegebenen Stimmen. Bei Metacritic ergab sich eine Kritiker-Bewertung von 82 von 100 basierend auf 38 Kritiken sowie ein Zuschauer-Wert von 5,9 von zehn basierend auf 63 abgegebenen Stimmen.

„Vier Frauen, drei Geschichten, nur sehr lose miteinander verbunden, durchdrungen aber von etwas mehr als nur ähnlichen Stimmungen: Einsamkeit und Sehnsucht; Erschöpfung durch fast schon routinemäßig hingenommene Enttäuschung; weitermachen, weiterleben, festhalten am privaten Traum, an der eigenen Identität; Hoffnung auf Anerkennung, die kaum einmal gewährt wird (…) Im Kino sind sie eher selten zu sehen. Umso besser aufgehoben sind sie in den Händen der Filmemacherin Reichardt. Deren Arbeiten werden gern in eine Schublade mit der Aufschrift ‚Kino der leisen Töne‘ gesteckt, dabei ist Reichardts Kino eher ein Kino des aufmerksamen Blicks und der genauen Bilder. Ein Kino der flüchtigen Momente, der diffusen Gefühle, der nicht recht fassbaren Gemütszustände und der ungewissen Ereignisse (…) Es ist ein aufrichtiges Kino, das dem Respekt gegenüber den Figuren verpflichtet ist und an der authentischen Wiedergabe ihrer Daseinserfahrung interessiert. (…) Sie könnten die Nachfahrinnen der Siedlerinnen aus Reichardts Meek’s Cutoff sein. Weitgehend ausgeschlossen, immer noch, von der Macht, und dennoch weiter einen Schritt vor den anderen setzend, unnachgiebig und ausdauernd.“

Lukas Stern befand im Der Spiegel, dass der Film einmalig genau und subtil sei. Was in Reichardts Filmen, insbesondere in Certain Women, zwischen Menschen geschehe, müsse man vielleicht gerade deshalb tiefgründig oder sogar intim nennen, weil dies in Schichten stattfinde, die sich begrifflich nicht fixieren ließen. Das gestische Spiel von Laura Dern, die unscheinbaren Reaktionen, die Mikrodramatik der Lagebesprechung auf dem Parkplatz vor dem Bürogebäude seien es, die das Verhältnis zwischen der Anwältin und ihrem Klienten einspannten. Es gehöre zu den großen inszenatorischen Qualitäten Reichardts, dass sie von menschlichen Beziehungen so umfassend erzählen könne, ohne dafür mehr zu benötigen als das gestische Spiel mit Papiertüten und kugelsicherer Weste. Die Szene mit Gina, Ryan und Albert sei fantastisch, in ihr laufe die Kommunikation zwischen den dreien aus dem Ruder, bis sich Ginas Gesicht zu einem hilflosen Lachen verziehe. Dieses Gesicht, das sich aus den feinen Zügen von Michelle Williams weniger herausarbeite als herausbreche, sei das äußerste Eskalationsniveau, das in dieser Welt erreicht werde, woran sich die Präzision beim Entwerfen dieser Welt in ihrer mimischen und gestischen Feingliedrigkeit erkennen lasse. In Certain Women gehe es weniger um die harten Bruchlinien, an denen sich das Leben bahnbrechend ins Drama drehe, sondern eher um die Stellen im zwischenmenschlichen Gefüge, an denen die Membrane dünner und durchlässiger werden, an denen menschliche Beziehungen intim würden. Gerade weil es an diesen Stellen so ambivalent und eigensinnig zugehe, sei der Moment im Film, in dem Elizabeth und Jamie nach der Schulstunde gemeinsam auf einem Pferd in Richtung Diners reiten, seit Langem wahrscheinlich der schönste seiner Art.
David Sims schrieb im The Atlantic, dass der Film ein bewegendes, rücksichtsvolles Triptychon sei. Er sei am stärksten in den subtilen Momenten, in den unausgesprochenen Spannungen, auf denen unerwartete, manchmal wehtuende Wahrheiten aufbauten. Certain Women sei ein Film, in der jede verpasste Chance, mit jemandem Kontakt herzustellen oder jeder kurze, überraschende Anflug von Empathie entscheidend genug sei, auch Tage danach darüber nachzudenken. In der ersten Episode, die die direkteste Handlung habe, fange Reichardt die Last, als Frau in einem männlichen Universum beruflich tätig zu sein, perfekt ein, ohne jemals den passiven Sexismus aufzuzeigen. Dern agiere wie immer fabelhaft, sie registriere jede Mikroaggression und ignoriere sie. In der zweiten Geschichte ziehe sich der Hyper-Realismus hin, sei aber dennoch untrennbar mit der ersten verbunden, da Alberts Augen nur auf Ryan gerichtet sind und dies einen unbewussten Komfort mit einem antiquierten Lebensstil signalisiere. Zugleich sei in der Handlung auch die Idee von Veränderung und Fortschritt in einem altmodischen Teil Amerikas bedeutsam. Die letzte Geschichte sei die eindringlichste, die Newcomerin Lily Gladstone liefere die dynamischste Leistung. Im Vergleich zu den anderen beiden Geschichten, in denen es um Figuren geht, die durch jahrelange Misogynie und Frustration abstumpften, wirke Jamies und Beths Geschichte hoffnungsvoller. Für Jamie seien so viele Wege ungerechterweise versperrt, weswegen man als Zuschauer eine diskrete Freude verspüre, wenn sie sie durch ihre leise Annäherung an Beth zu öffnen versuche. Gleichermaßen verspüre man Kummer, wenn die Dinge nicht so laufen, wie sie es sich vorgestellt hatte. Der Film sei eine Zusammenfassung von Reichardts Gesamtwerk: Certain Women sei unverfroren feministisch, erzähle Geschichten von Hoffnung und Bestürzung, diese schwankten geschickt zwischen überraschendem Optimismus und deprimierender Realität.
Wendy Ide bewertete den Film im The Guardian mit fünf von fünf Sternen. Laut ihr seien die Kleinstadt-Geschichten subtil und intim. Kelly Reichardt sei eine Regisseurin, die das Kino auf eine Art und Weise nutze, die wunderbar im Widerspruch zu den Erwartungen an das Medium stünde. Mainstream-Produktionen wirkten oft wie ein „Überfall“, während die Arthouse-Zeitgenossen „protzige Gesten und übereifrige inszenatorische Techniken“ bevorzugten. Reichardts zurückhaltende, intime Filme seien dafür fesselnd, subtil und bewusst antiklimaktisch. Ihr Ansatz gehe über den Naturalismus hinaus und lande irgendwo zwischen schmerzhafter Introvertiertheit und akuter Empathie. Deswegen würde der Film nicht jedem gefallen, für diejenigen, die sich mit Reichardts Ansatz identifizieren, sei er aber ein kleines Wunder. Obwohl in den einzelnen Geschichten nicht viel passiere und in den ausdrucksstarken Momenten nicht viel gesagt werde, übermittelten sie eine schmerzvolle Sehnsucht oder auch einen kleinen Versuch des Triumphs. Die einzelnen Episoden würden sich nicht so sehr überschneiden, sondern sich viel mehr streifen. Die vier weiblichen Hauptfiguren hätten etwas von dem ungeschminkten Pioniergeist, den Reichardt schon in Auf dem Weg nach Oregon behandelt hätte. Sie äußerte sich besonders positiv über Lily Gladstone, die an der Seite der „zerknitterten, verwaschenen“ Kristen Stewart außerordentlich gut spiele. Die dritte Episode mit ihrem melancholischen Rhythmus und ihren entzückenden, strukturierten Darstellungen von Gladstone und Stewart sei es, die den Film zu einem bescheidenen Meisterwerk werden lasse.

## Auszeichnungen und Nominierungen (Auswahl)
BSFC Award 2016
- Auszeichnung in der Kategorie Beste Nebendarstellerin, für Lily Gladstone
- Zweiter Platz in der Kategorie Bestes Ensemble

CFCA Award 2016
- Nominierung in der Kategorie Beste Nebendarstellerin, für Lily Gladstone
- Nominierung in der Kategorie Vielversprechendster Schauspieler, für Lily Gladstone

Festival des amerikanischen Films 2016
- Nominierung für den großen Spezialpreis

Filmfest Hamburg 2016
- Nominierung in der Kategorie Bester Spielfilm

Gotham Award 2016
- Nominierung in der Kategorie Bester Film
- Nominierung in der Kategorie Bester Nachwuchsdarsteller, für Lily Gladstone
- Nominierung für den Publikumspreis

Jerusalem Film Festival 2016
- Nominierung in der Kategorie Bester internationaler Film

LAFCA Award 2016
- Auszeichnung in der Kategorie Beste Nebendarstellerin, für Lily Gladstone

London Film Festival 2016
- Auszeichnung in der Kategorie Bester Film

NYFCC Award 2016
- Auszeichnung in der Kategorie Beste Nebendarstellerin, für Michelle Williams (auch für Manchester by the Sea)

OFCS Award 2016
- Nominierung in der Kategorie Beste Nebendarstellerin, für Lily Gladstone

Sydney Film Festival 2016
- Nominierung in der Kategorie Bester Film

VVFP Award 2016
- Auszeichnung in der Kategorie Beste Nebendarstellerin, für Lily Gladstone
- Zehnter Platz in der Kategorie Bester Film
- Fünfter Platz in der Kategorie Beste Regie, für Kelly Reichardt
- Achter Platz in der Kategorie Beste Nebendarstellerin, für Kristen Stewart

Cahiers du cinéma 2017
- Dritter Platz unter den zehn besten Filmen des Jahres

Independent Spirit Award 2017
- Nominierung in der Kategorie Beste Regie, für Kelly Reichardt
- Nominierung in der Kategorie Beste Nebendarstellerin, für Lily Gladstone

NSFC Award 2017
- Zweiter Platz in der Kategorie Beste Nebendarstellerin, für Lily Gladstone

ALFS Award 2018
- Nominierung in der Kategorie Beste Nebendarstellerin, für Lily Gladstone

## Synchronisation
Die Synchronisation des Films wurde bei der VSI Synchron nach einem Dialogbuch von Katharina Gräfe unter der Dialogregie von Florian Halm erstellt.
| Rolle                   | Darsteller        | Synchronsprecher  |
| ----------------------- | ----------------- | ----------------- |
| Laura Wells             | Laura Dern        | Sabine Jaeger     |
| Elizabeth „Beth“ Travis | Kristen Stewart   | Julia Kaufmann    |
| Gina Lewis              | Michelle Williams | Marie Bierstedt   |
| Jamie                   | Lily Gladstone    | Rubina Kuraoka    |
| Ryan Lewis              | James LeGros      | Florian Halm      |
| William „Will“ Fuller   | Jared Harris      | Rainer Doering    |
| Albert                  | René Auberjonois  | Jan Spitzer       |
| Sheriff Rowles          | John Getz         | Bodo Wolf         |
| Guthrie Lewis           | Sara Rodier       | Amelie Plaas-Link |
| Sekretärin              | Ashlie Atkinson   | Anja Rybiczka     |
| Mac                     | James Jordan      | Dirk Talaga       |